# Janez Bonač
Janez Bonač slovenski rimskokatoliški duhovnik in nabožni pisec, * 9. maj 1832, Topol pri Begunjah, † 21. december 1863, Žužemberk.

## Življenjepis
V Ljubljani je končal gimnazijo in bogoslovje in bil 26. julija 1859 posvečen, od 1860–1861 je bil prefekt v Alojzijevišču, 1861–1863 kaplan v Žužemberku. Že kot dijak v gimnaziji je pisal pesmice. V katoliškem časopisu Zgodnja Danica je 1857 in 1858 objavil z znakom ‥n‥*‥n‥ več pesmi nabožne vsebine. Pozneje se je v vezani besedi redkeje oglašal in začel pisati v prozi. Zgodnja Danica je 1859 in 1860 objavila Nekaj iskric, niz krajših zgodbic. V bogoslovju je sestavil molitvenika Iskrice (po F. Simoniču, Ljubljana, okoli 1864) in Sveta nebesa, naša prava domovina (Ljubljana, 1859, 1862, 1866, 1874), opisal življenje prijatelja G. Kemperla, ki je 1858 umrl kot študent bogoslovja (Drobtinice. 1859–1860, poseben natis Gradec 1860, ponatis Zgodnja Danica 1860).